# Connie Dover
Connie Dover är en amerikansk folksångerska och låtskrivare som verkar i en keltisk tradition. Hon är född i Arkansas.

## Diskografi
Album
- 1991 – Somebody
- 1994 – Wishing Well
- 1997 – If Ever I Return
- 2000 – The Border of Heaven